# Pionsat
Pionsat est une commune française située dans le département du Puy-de-Dôme, en région Auvergne-Rhône-Alpes.
Ses habitants sont appelés les Pionsatois.

## Géographie
Située dans le département du Puy-de-Dôme, à 530 mètres d'altitude, la commune de Pionsat est à 30 kilomètres au sud de Montluçon par la départementale 1089, et à 71 kilomètres au nord-ouest de Clermont-Ferrand par la D 227 jusqu'à Riom et la D 2009. Le bourg, traversé par la rivière le Boron, est situé au pied de la zone des « Grands Bois » qui culmine à 804 mètres d'altitude.
Du point de vue ferroviaire, un dédoublement partiel de la ligne Montluçon - Clermont-Ferrand est mis en service en 1931. Ce dédoublement part de Montluçon, passe par Néris-les-Bains, puis Pionsat, et rejoint la voie principale à la gare de Gouttières. Le trafic voyageur ne prendra jamais son essor et huit ans plus tard la desserte voyageur est supprimée. En 1950, Pionsat devient un terminus et la voie jusqu'à Gouttières est déferrée vers 1952. Finalement, en 1969 le trafic marchandise est lui aussi supprimé et la gare définitivement fermée. Le reste de voie sera déferré vers 1973.

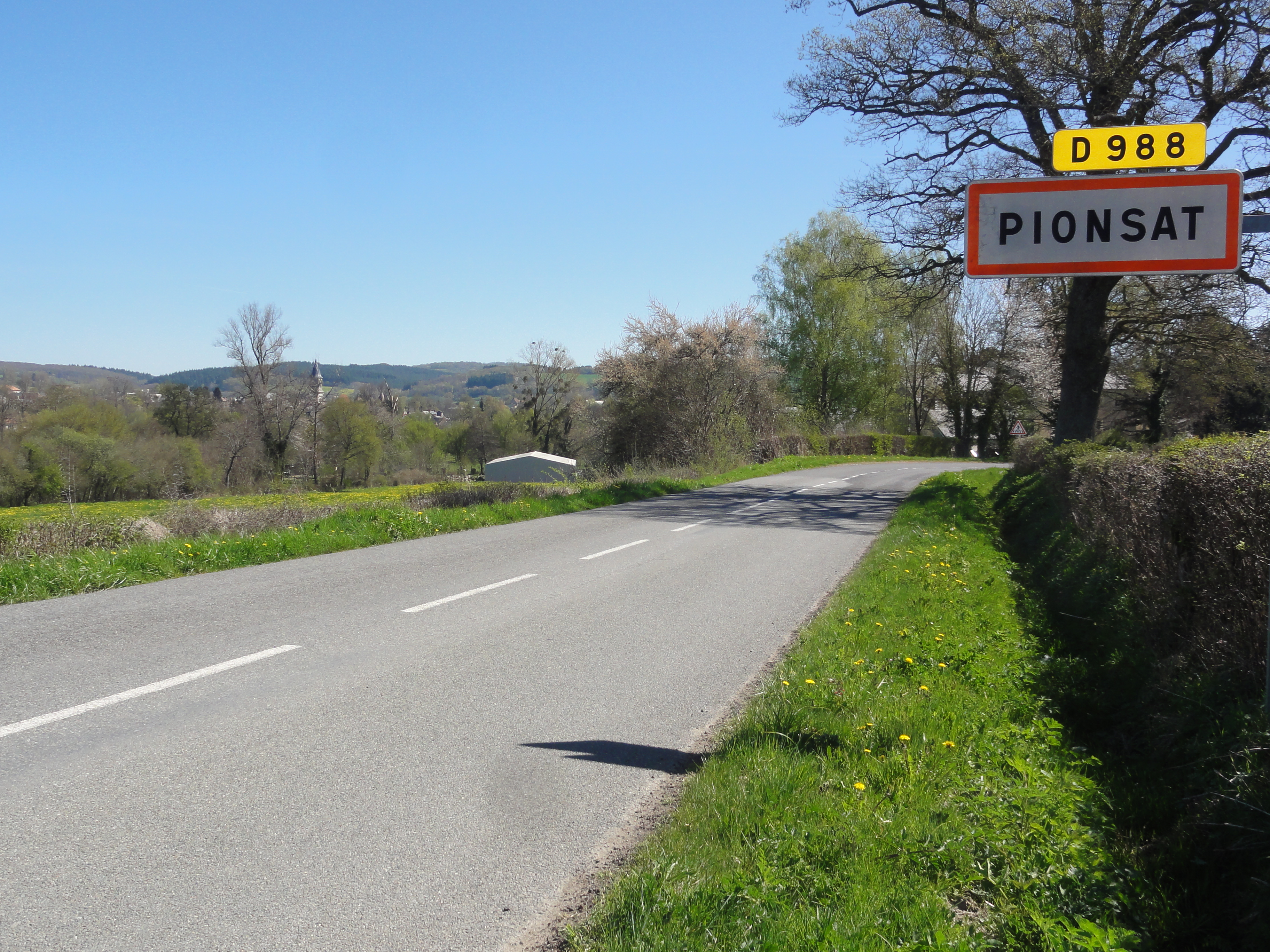
Panneau d'entrée D988
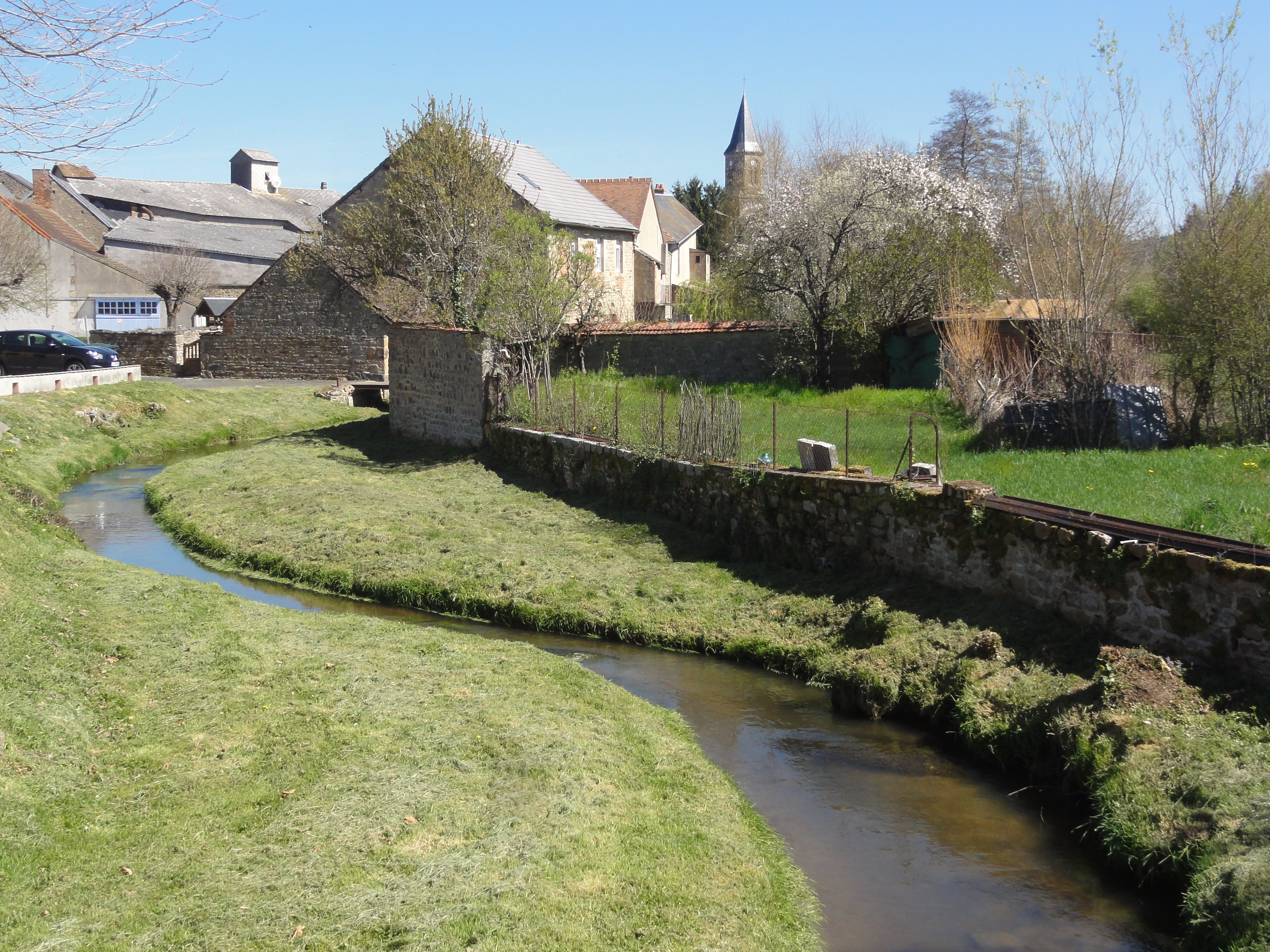
Ruisseau de Pionsat

| Marcillat-en-Combraille Allier | Virlet        |             |
| Saint-Fargeol Allier           | Pionsat       | Le Quartier |
| Saint-Hilaire                  | Saint-Maigner | La Cellette |

### Climat
Pour des articles plus généraux, voir Climat d'Auvergne-Rhône-Alpes et Climat du Puy-de-Dôme.
En 2010, le climat de la commune est de type climat océanique dégradé des plaines du Centre et du Nord, selon une étude du Centre national de la recherche scientifique s'appuyant sur une série de données couvrant la période 1971-2000. En 2020, Météo-France publie une typologie des climats de la France métropolitaine dans laquelle la commune est exposée à un climat de montagne ou de marges de montagne et est dans la région climatique Ouest et nord-ouest du Massif Central, caractérisée par une pluviométrie annuelle de 900 à 1 500 mm, maximale en automne et en hiver.
Pour la période 1971-2000, la température annuelle moyenne est de 9,5 °C, avec une amplitude thermique annuelle de 15,2 °C. Le cumul annuel moyen de précipitations est de 881 mm, avec 11,5 jours de précipitations en janvier et 7,5 jours en juillet. Pour la période 1991-2020, la température moyenne annuelle observée sur la station météorologique installée sur la commune est de 10,2 °C et le cumul annuel moyen de précipitations est de 917,2 mm,. Pour l'avenir, les paramètres climatiques de la commune estimés pour 2050 selon différents scénarios d'émission de gaz à effet de serre sont consultables sur un site dédié publié par Météo-France en novembre 2022.
| Mois                                  | jan.             | fév.           | mars           | avril         | mai             | juin            | jui.          | août          | sep.            | oct.            | nov.           | déc.           | année      |
| ------------------------------------- | ---------------- | -------------- | -------------- | ------------- | --------------- | --------------- | ------------- | ------------- | --------------- | --------------- | -------------- | -------------- | ---------- |
| Température minimale moyenne (°C)     | −0,9             | −1,1           | 0,8            | 3             | 6,5             | 10              | 11,7          | 11,3          | 7,8             | 5,8             | 2,1            | 0              | 4,7        |
| Température moyenne (°C)              | 3                | 3,4            | 6,2            | 8,7           | 12,5            | 16,2            | 18,3          | 18,1          | 14,2            | 11              | 6,4            | 3,8            | 10,2       |
| Température maximale moyenne (°C)     | 6,8              | 8              | 11,6           | 14,5          | 18,6            | 22,4            | 24,8          | 25            | 20,6            | 16,2            | 10,7           | 7,7            | 15,6       |
| Record de froid (°C) date du record   | −27,5 16.01.1985 | −25 21.02.1948 | −21,9 01.03.05 | −9 10.04.1976 | −6,6 07.05.1957 | −2 02.06.1975   | 1 01.07.1975  | 0 31.08.1986  | −3 28.09.1950   | −9,5 30.10.1997 | −12 23.11.1993 | −20 11.12.1967 | −27,5 1985 |
| Record de chaleur (°C) date du record | 21,6 01.01.22    | 23 20.02.1998  | 27 26.03.1955  | 32 11.04.1956 | 32,3 28.05.17   | 39,5 16.06.1948 | 40 29.07.1947 | 41 12.08.1952 | 34,5 17.09.1987 | 34 15.10.1948   | 26,5 08.11.15  | 22 03.12.1985  | 41 1952    |
| Précipitations (mm)                   | 68,3             | 55,8           | 58,9           | 80,5          | 106,2           | 81              | 81,7          | 77,1          | 78,5            | 75,1            | 82,3           | 71,8           | 917,2      |

## Urbanisme

### Typologie
Au 1er janvier 2024, Pionsat est catégorisée commune rurale à habitat dispersé, selon la nouvelle grille communale de densité à sept niveaux définie par l'Insee en 2022.
Elle est située hors unité urbaine et hors attraction des villes,.

### Occupation des sols
L'occupation des sols de la commune, telle qu'elle ressort de la base de données européenne d’occupation biophysique des sols Corine Land Cover (CLC), est marquée par l'importance des territoires agricoles (87,8 % en 2018), en diminution par rapport à 1990 (88,8 %). La répartition détaillée en 2018 est la suivante : prairies (53,1 %), zones agricoles hétérogènes (34,6 %), forêts (9,2 %), zones urbanisées (3 %). L'évolution de l’occupation des sols de la commune et de ses infrastructures peut être observée sur les différentes représentations cartographiques du territoire : la carte de Cassini (XVIIIe siècle), la carte d'état-major (1820-1866) et les cartes ou photos aériennes de l'IGN pour la période actuelle (1950 à aujourd'hui).

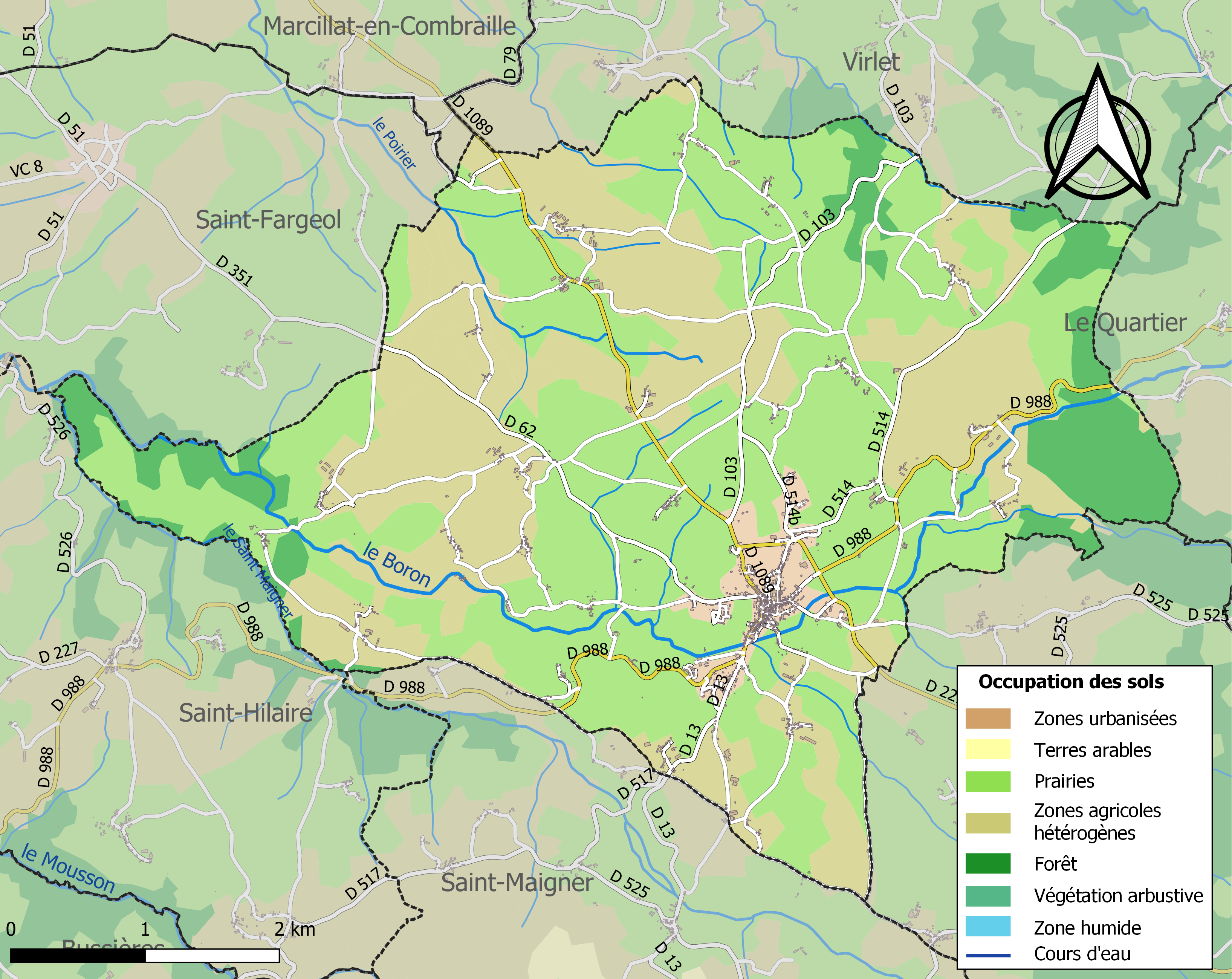
Carte des infrastructures et de l'occupation des sols de la commune en 2018 (CLC).

## Toponymie

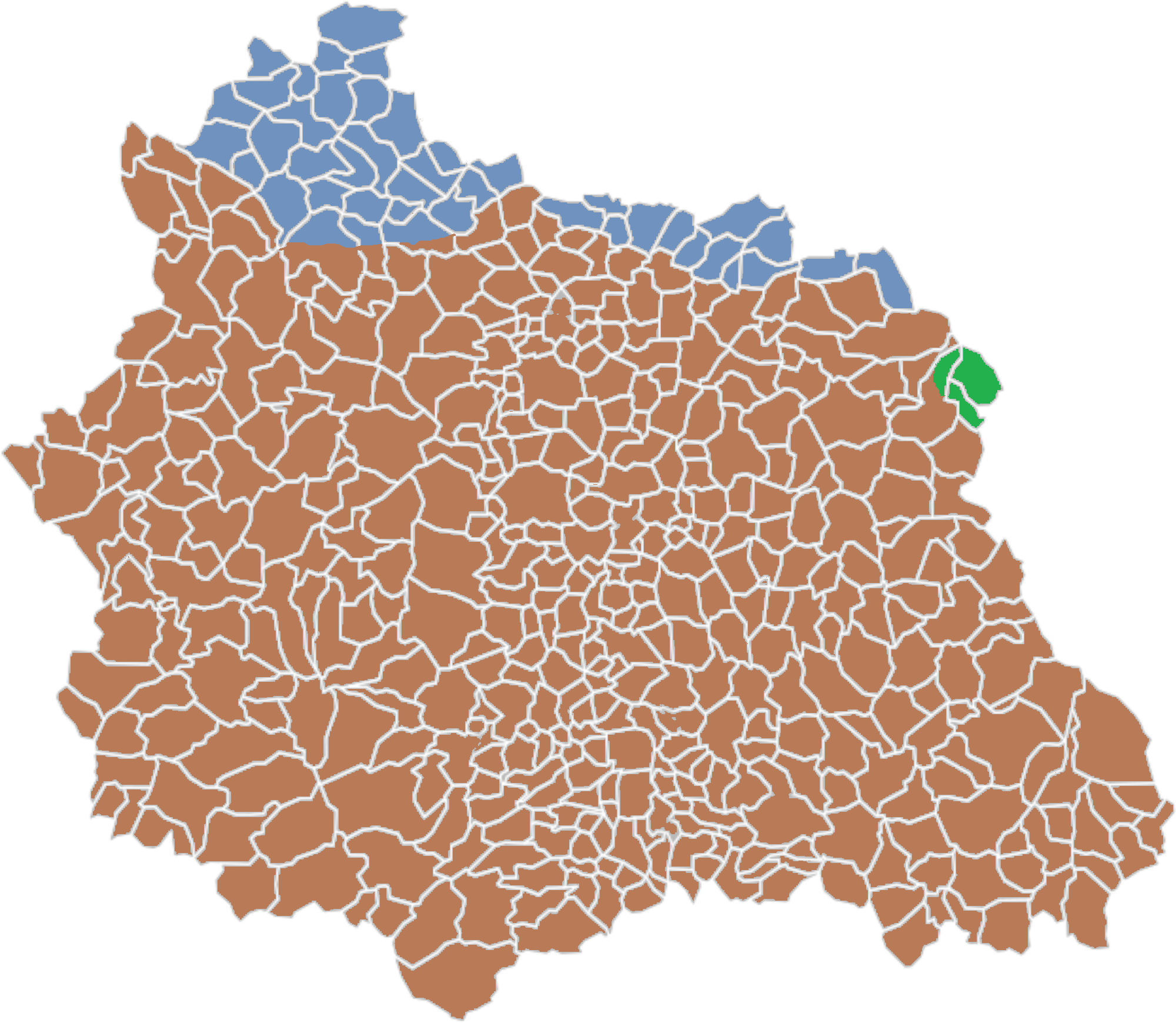
Carte linguistique du Puy-de-Dôme (Atlas sonore des langues régionales, CNRS). En bleu clair : les parlers du Croissant ; en marron : le nord-occitan ; en vert : l'arpitan.

Attestée sous la forme Ponticiacenses silvae au VIe siècle, Punsac en 1250 et 1263 , Punsiacus en 1467.
Le nom dans le parler local moderne est aussi Pionsat. La commune fait, en effet, partie de l'aire linguistique du Croissant, zone où la langue est de transition entre l'occitan et la langue d'oïl,.

## Histoire

### Antiquité
Un important trésor constitué de statères gaulois est découvert à Pionsat en 1852.

### Période moderne
Sous l'Ancien Régime, l'actuelle commune de Pionsat - comme celles voisines - faisait partie de la Généralité de Moulins et de son élection de Gannat.

## Politique et administration

### Découpage territorial
La commune de Pionsat est membre de la communauté de communes du Pays de Saint-Éloy, un établissement public de coopération intercommunale (EPCI) à fiscalité propre créé le 1er janvier 2017 dont le siège est à Saint-Éloy-les-Mines. Ce dernier est par ailleurs membre d'autres groupements intercommunaux. Du 13 décembre 1999 au 31 décembre 2016, elle était le siège de la communauté de communes de Pionsat.
Sur le plan administratif, elle est rattachée à l'arrondissement de Riom, à la circonscription administrative de l'État du Puy-de-Dôme et à la région Auvergne-Rhône-Alpes. Elle était chef-lieu de canton jusqu'en mars 2015.
Sur le plan électoral, elle dépend du canton de Saint-Éloy-les-Mines pour l'élection des conseillers départementaux, depuis le redécoupage cantonal de 2014 entré en vigueur en 2015, et de la deuxième circonscription du Puy-de-Dôme pour les élections législatives, depuis le dernier découpage électoral de 2010 (sixième circonscription avant 2010).

### Élections municipales et communautaires

#### Élections de 2020
Le conseil municipal de Pionsat, commune de plus de 1 000 habitants, est élu au scrutin proportionnel de liste à deux tours (sans aucune modification possible de la liste), pour un mandat de six ans renouvelable. Compte tenu de la population communale, le nombre de sièges à pourvoir lors des élections municipales de 2020 est de 15. Les quinze conseillers municipaux, issus d'une liste unique, sont élus au premier tour, le 15 mars 2020, avec un taux de participation de 52,37 %.
Trois sièges sont attribués à la commune au sein du conseil communautaire de la communauté de communes du Pays de Saint-Éloy.

#### Chronologie des maires
| Période                                  | Période                       | Identité         | Étiquette | Qualité |
| ---------------------------------------- | ----------------------------- | ---------------- | --------- | --- |
| Les données manquantes sont à compléter. |                               |                  |           | |
| avant 1962                               | ?                             | Madame Cellerier | RI        | |
| avant 1981                               | ?                             | Jacques Paquet   | DVD-UDF   | Ancien chef de cabinet du ministère de la Santé publique Conseiller général du canton de Pionsat (1973-1992) |
| mars 2001                                | En cours (au 24 juillet 2021) | Jérôme Gaumet,   | DVD       | Secrétaire général de l'institut Langevin Ingénieur d'études à l'INRAE Conseiller départemental du canton de Saint-Éloy-les-Mines (depuis 2021) 3e vice-président du conseil départemental chargé des finances et des comptes publics (depuis 2021) |

## Population et société

### Démographie
L'évolution du nombre d'habitants est connue à travers les recensements de la population effectués dans la commune depuis 1793. Pour les communes de moins de 10 000 habitants, une enquête de recensement portant sur toute la population est réalisée tous les cinq ans, les populations de référence des années intermédiaires étant quant à elles estimées par interpolation ou extrapolation. Pour la commune, le premier recensement exhaustif entrant dans le cadre du nouveau dispositif a été réalisé en 2004.

En 2022, la commune comptait 1 042 habitants, en évolution de −5,27 % par rapport à 2016 (Puy-de-Dôme : +2,1 %, France hors Mayotte : +2,11 %).
| 1793  | 1800  | 1806  | 1821  | 1831  | 1836  | 1841  | 1846  | 1851  |
| ----- | ----- | ----- | ----- | ----- | ----- | ----- | ----- | ----- |
| 1 700 | 1 680 | 1 836 | 1 991 | 2 120 | 2 294 | 2 320 | 2 316 | 2 322 |

| 1856  | 1861  | 1866  | 1872  | 1876  | 1881  | 1886  | 1891  | 1896  |
| ----- | ----- | ----- | ----- | ----- | ----- | ----- | ----- | ----- |
| 2 158 | 2 156 | 2 167 | 2 193 | 2 215 | 2 277 | 2 215 | 2 240 | 2 152 |

| 1901  | 1906  | 1911  | 1921  | 1926  | 1931  | 1936  | 1946  | 1954  |
| ----- | ----- | ----- | ----- | ----- | ----- | ----- | ----- | ----- |
| 1 991 | 2 146 | 2 136 | 1 795 | 1 714 | 1 650 | 1 630 | 1 473 | 1 353 |

| 1962  | 1968  | 1975  | 1982  | 1990  | 1999  | 2004  | 2006  | 2009  |
| ----- | ----- | ----- | ----- | ----- | ----- | ----- | ----- | ----- |
| 1 279 | 1 153 | 1 138 | 1 173 | 1 046 | 1 015 | 1 042 | 1 027 | 1 087 |

| 2014  | 2019  | 2022  | - | - | - | - | - | - |
| ----- | ----- | ----- | - | - | - | - | - | - |
| 1 108 | 1 062 | 1 042 | - | - | - | - | - | - |

## Culture locale et patrimoine

### Lieux et monuments

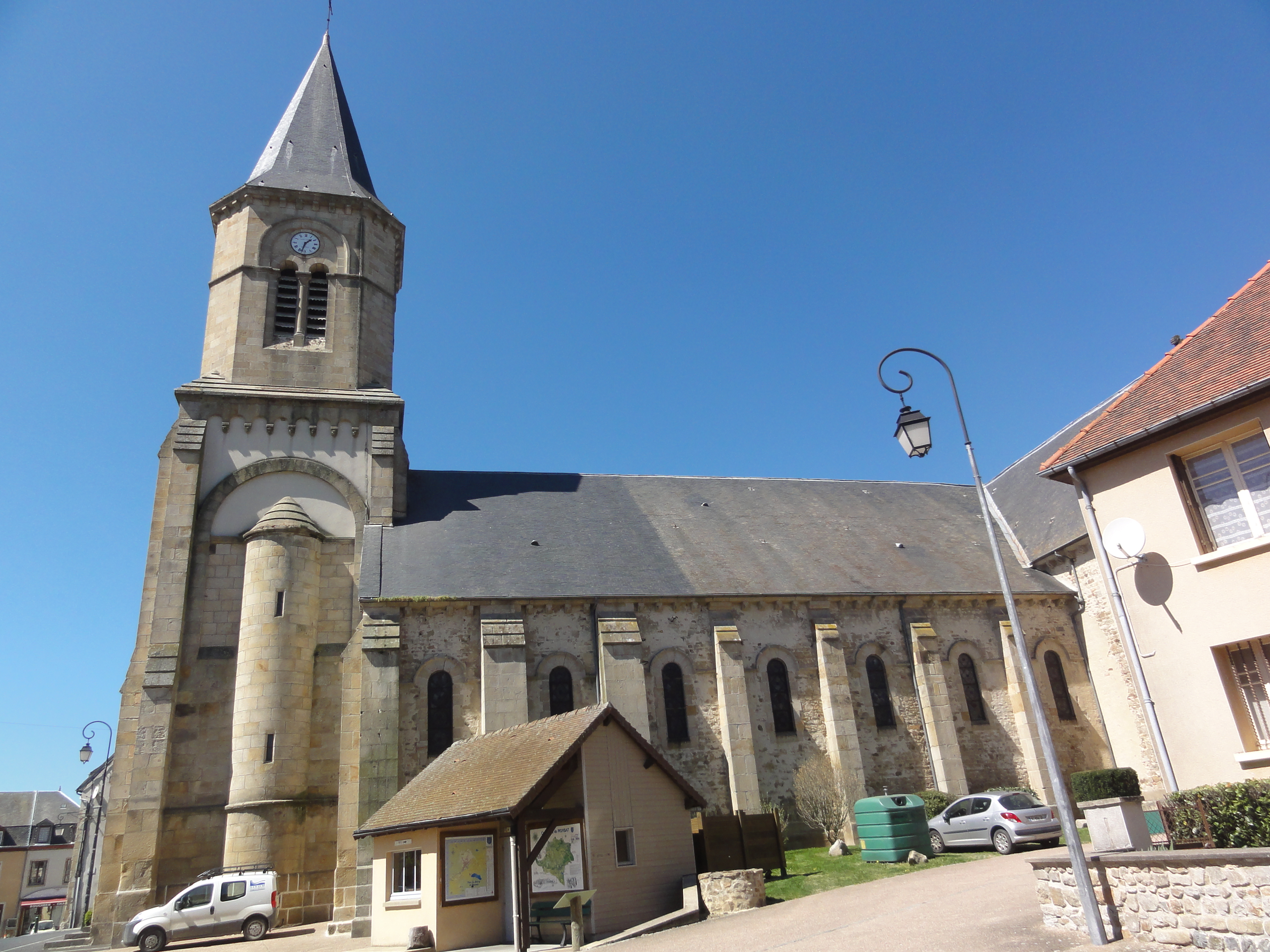
Église Saint-Joseph-et-Saint-Bravy.
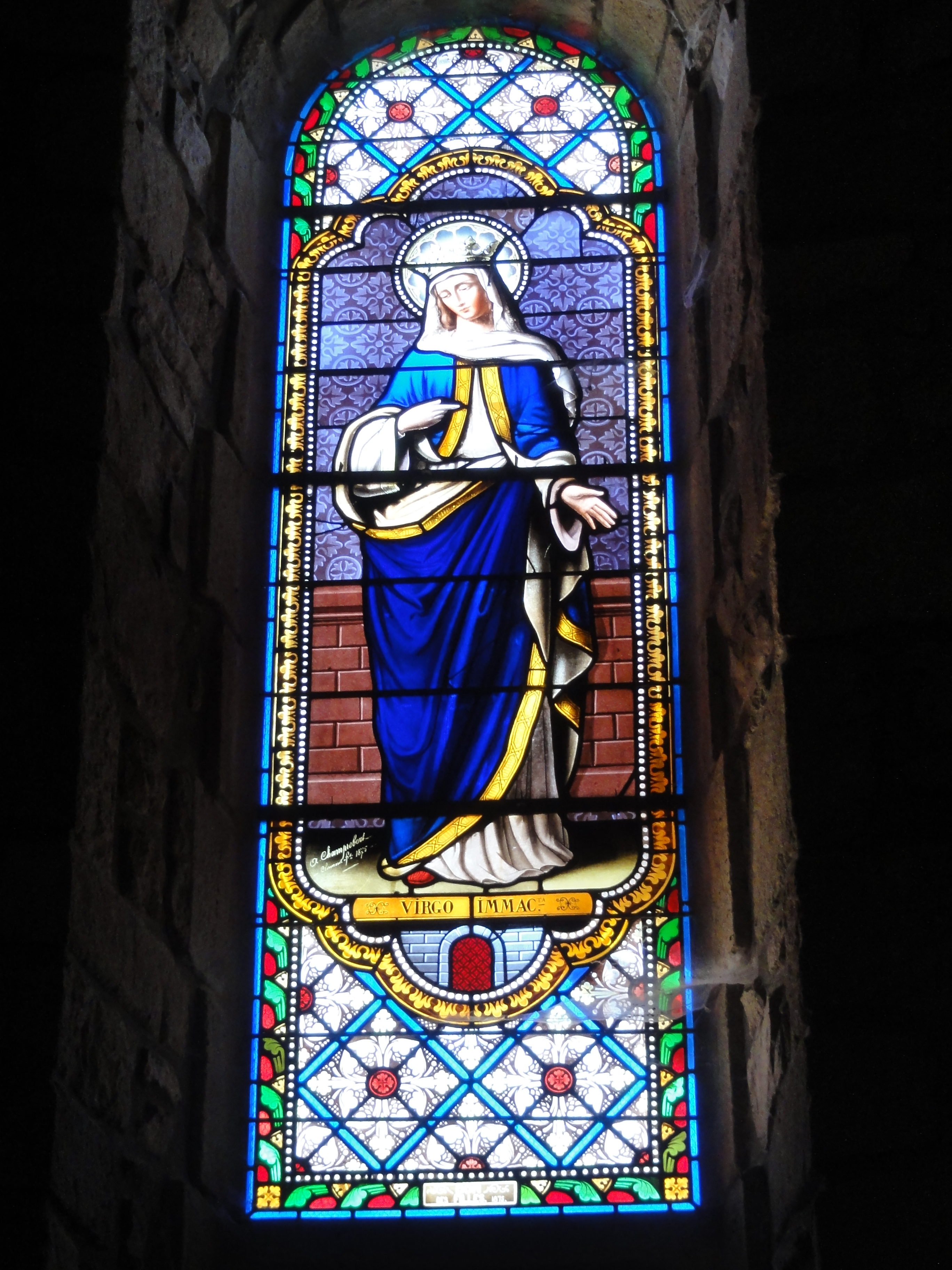
Château de Pionsat[32], classé au titre des monuments historiques.
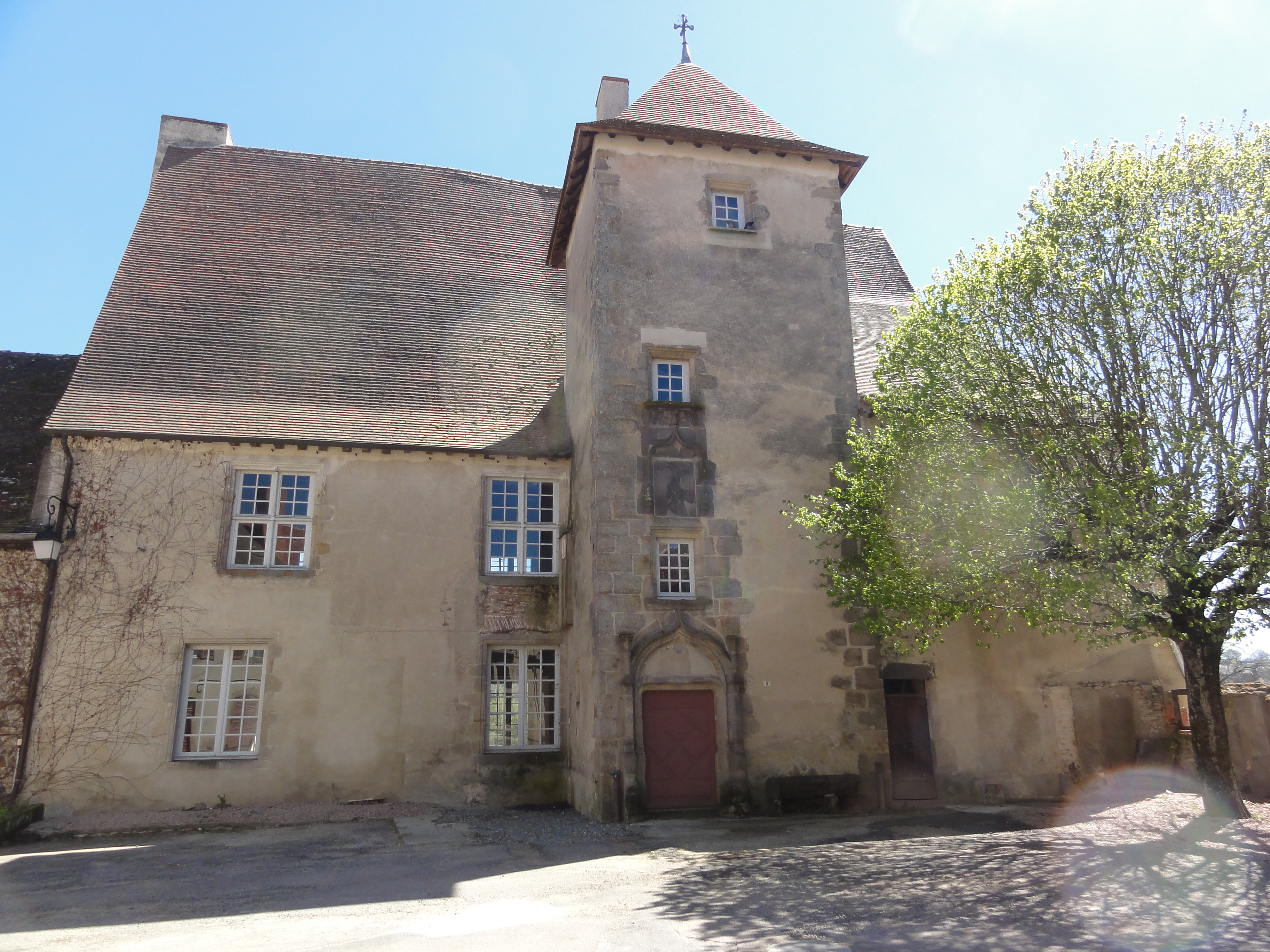
Château de Montroy.
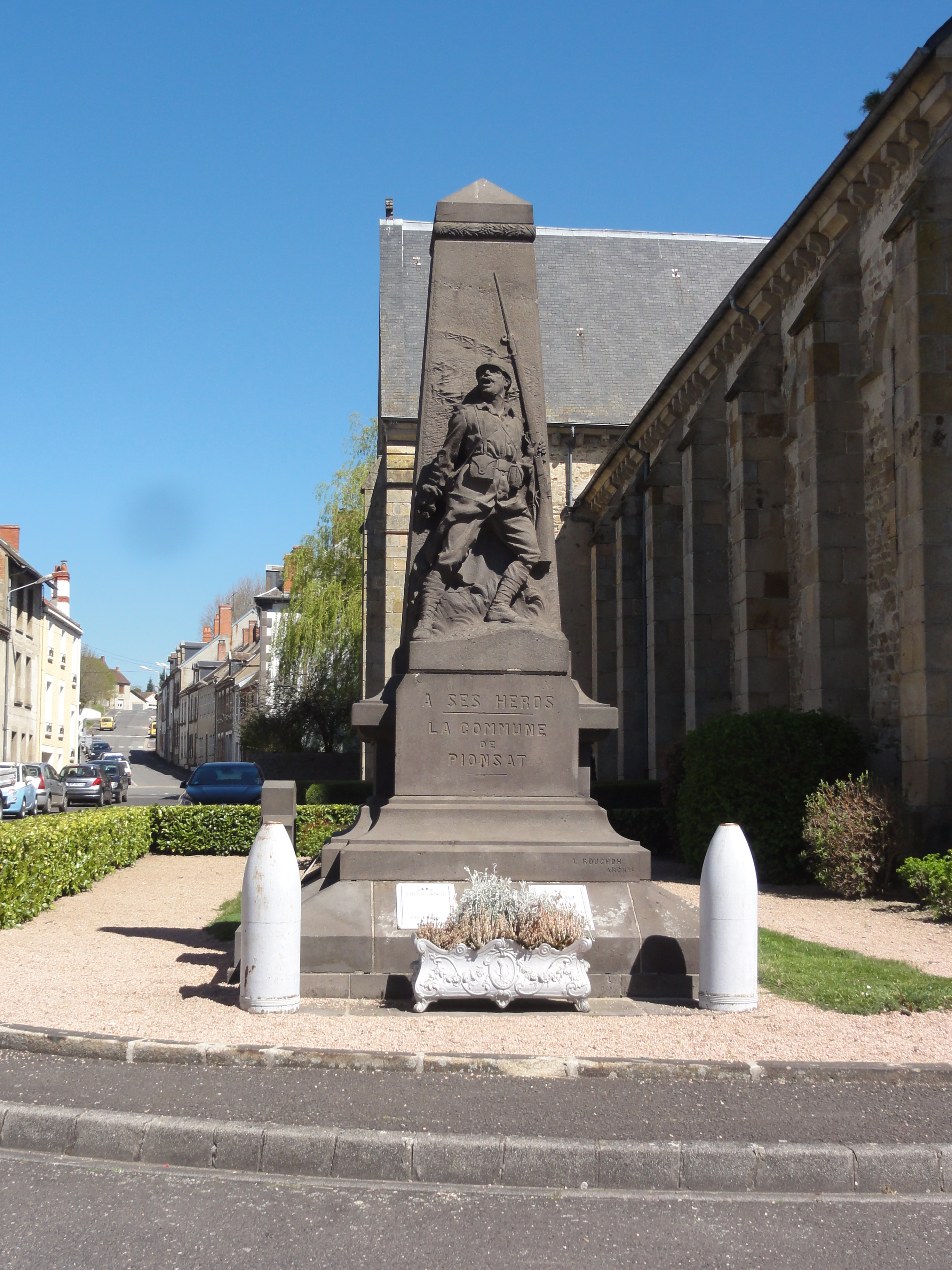
Monument aux morts.

- Église Saint-Joseph-et-Saint-Bravy.
- Un des vitraux de l'église.
- Aile du château.
- Monument aux morts.

### Personnalités liées à la commune
- Claude Glucq, (1678-1742) qui acheta, le 22 mai 1719, le château de Pionsat.
- Jean Jeuge, dit Jean d'Arvor, poète, a grandi dans ce village. Il est le grand-père de Patrick, Catherine et Olivier Poivre d'Arvor
- Jean-Christophe Monferran, ethnologue[33].